# 151e brigade mécanisée
La 151e brigade mécanisée (en ukrainien : 151 окрема механізована бригада abrégé en 151 ОМБр ; numéro d'unité militaire A4951), est une unité des forces terrestres ukrainiennes. Elle est formée en 2023 au moment de la création de quatre brigades qui viennent élargir les forces terrestres ukrainiennes en réponse à l'invasion russe de l'Ukraine en 2022.

## Création

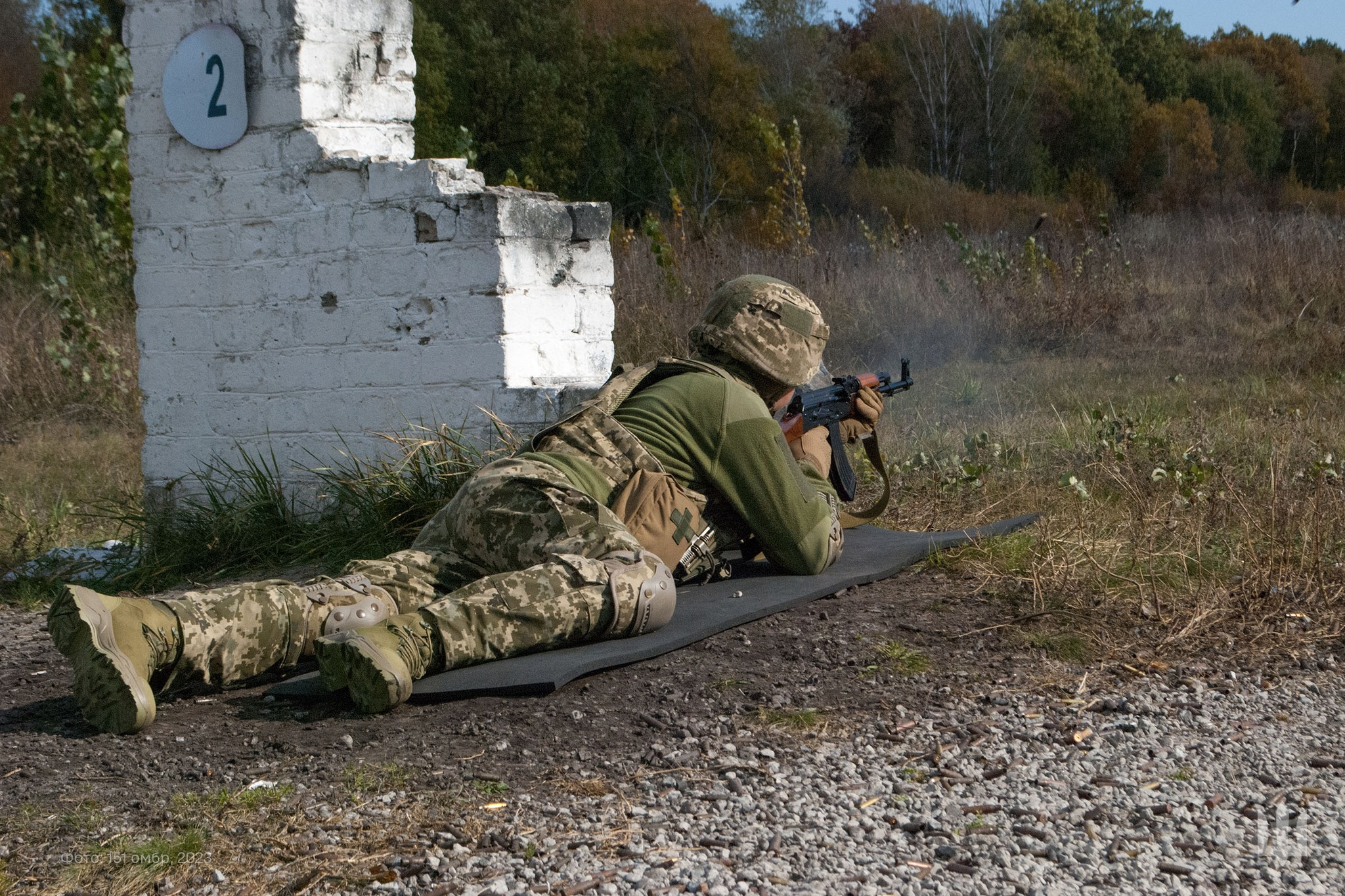
Soldat de la brigade en train de s'entraîner au tir aux armes légères.

La création de a brigade est annoncée à la mi-octobre 2023, parallèlement à la création de cinq nouvelles brigades mécanisées dans le cadre des forces terrestres ukrainiennes - ce qui représente une expansion de cinq pour cent des forces terrestres.
Selon certaines informations, la brigade a recruté des officiers et de sous-officiers expérimentés parmi les brigades existantes qui ont déjà servi sur la ligne de front en Ukraine. Il est également mentionné que l'effectif de la brigade est complété par 2 000 nouvelles recrues.
Dans un premier temps, l'origine de son équipement n'est pas connu. Selon Forbes, les nouvelles brigades ne recevront peut-être pas de nouveaux véhicules modernes, mais devront se contenter d'équipements anciens et vulnérables de l'ère soviétique.

## Chefs de corps
2024 Colonel Vadym Samoilenko

## Invasion russe de l'Ukraine

### Offensive de Pokrovsk

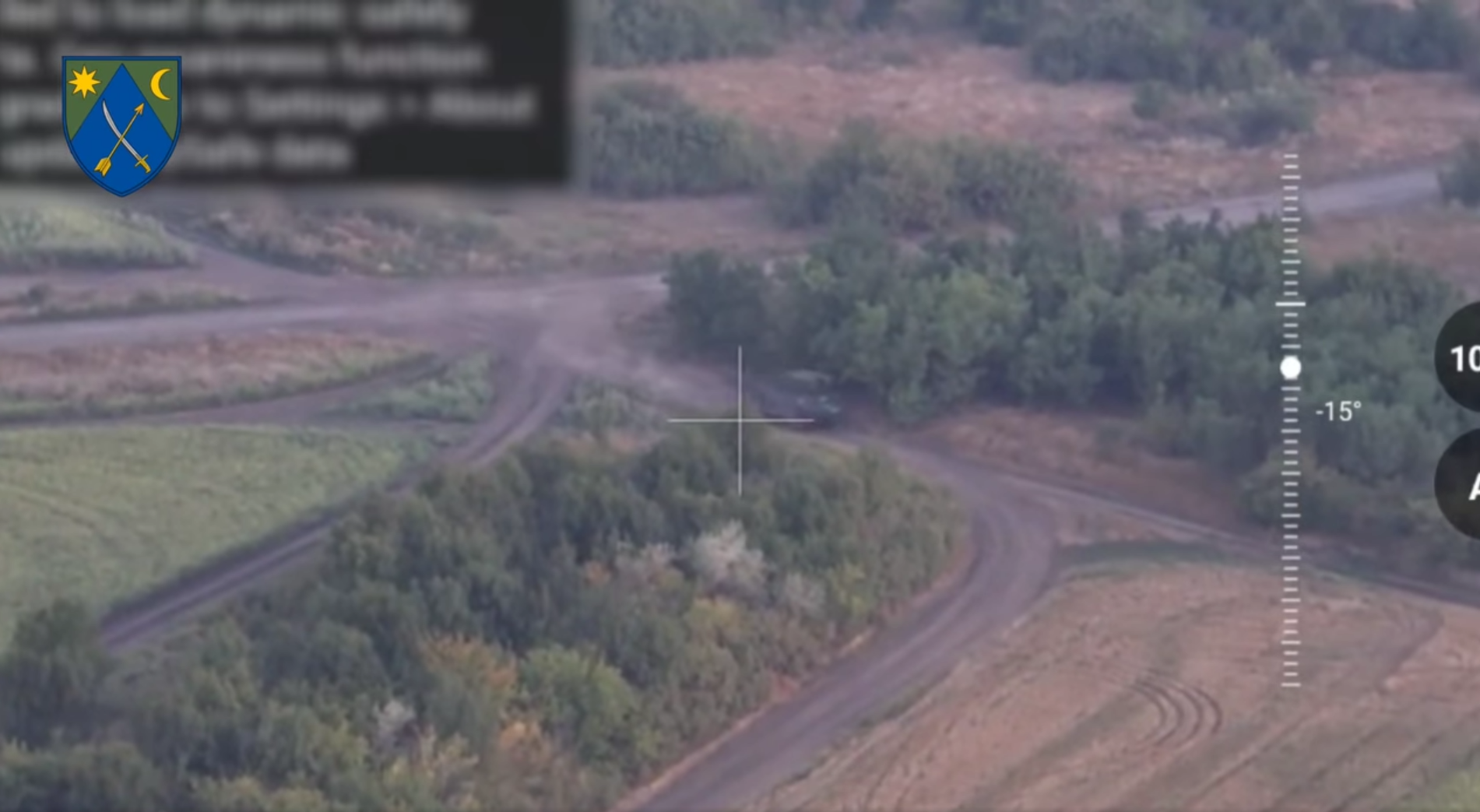
La brigade en opérations de combat à la périphérie de Hrodivka, le 21 8 2024.

La brigade est formée pour renforcer les défenses ukrainiennes dans l'est de l'Ukraine afin de soulager les unités affaiblies qui y sont déployées. Elle est déployée quelque part dans l'est de l'Ukraine, au moins le 23 juillet 2024, où elle diffuse des images d'attaques de drones FPV contre l'infanterie russe dans des positions retranchées.
Entre la mi-août et la fin août 2024, la brigade publie des vidéos indiquant qu'elle avait été déployée - spécifiquement vers la direction de Hrodivka dans l'est de l'Ukraine, participant aux actions de défense durant l'offensive russe de Pokrovsk. Le 20 août 2024, la brigade publie une vidéo issue d'images de drones montrant des frappes sur des positions russes, ainsi que du matériel russe détruit. Le 21 août 2024, la brigade met en ligne d'autres images d'un Humvee de fabrication américaine appartenant à la brigade, attaquant une ligne d'arbres, soutenu par un drone contre de l''infanterie russe à la périphérie de Hrodivka.
Le 4 juillet 2025 drone FPV sous-marin « Shrike Special Edition » du bataillon Northern Eagles de la 151e brigade mécanisée ukrainien fait exploser une passerelle,.

## Structure
.

### Ordre de bataille
En décembre 2024, la structure de la brigade est la suivante :
- État-major de la brigade ;
  - 
    -  Compagnie de protection du QG ;
    -  unité de recrutement[11] ;

  -  1er bataillon mécanisé
  -  2e bataillon mécanisé
  -  3e bataillon Mécanisé
  -  Bataillon de chars
  -  Compagnie de reconnaissance
  -  Groupe d'artillerie de la brigade[12] :
    - 
      -  État-major (штаб) du groupe d'artillerie ;
      -  batterie de contrôle et d'acquisition de cibles ;

    -  1er bataillon d'artillerie automotrice ;
    -  2e bataillon d'artillerie ;
    -  Bataillon de lance-roquettes multiples ;
    -  Bataillon anti-char ;

  -  Bataillon de défense antiaérienne
  -  Bataillon de systèmes sans pilote « Northern Eagle »
  -  Bataillon du génie
  -  Bataillon logistique
  -  Bataillon de maintenance
  -  Compagnie de protection chimique, biologique, radiologique et nucléaire
  -  Compagnie médicale
  -  Compagnie de radar
  -  Compagnie de transmission

### Matériel et équipements

#### Armes légères
En août 2024, la brigade utilise les armes légères suivantes :
- AKM - Fusil d'assaut soviétique/russe
- Colt Canada C7 et C8 - Fusil d'assaut fabriqué au Canada

#### Véhicules
En août 2024, la brigade est dotée des véhicules suivants :
- Humvee - Véhicule à roues polyvalent à haute mobilité américain[5]
- BMP-2 - BMP-1 : Véhicule de combat d'infanterie amphibie à chenilles soviétique[14],[15]
- 2S1 Gvozdika - Véhicule obusier automoteur soviétique[16]

## Traditions
En octobre 2023, l'insigne de la brigade est finalement rendu publique, ainsi que d'autres informations telles que la devise.

### Insignes
.
Description de l'insigne :

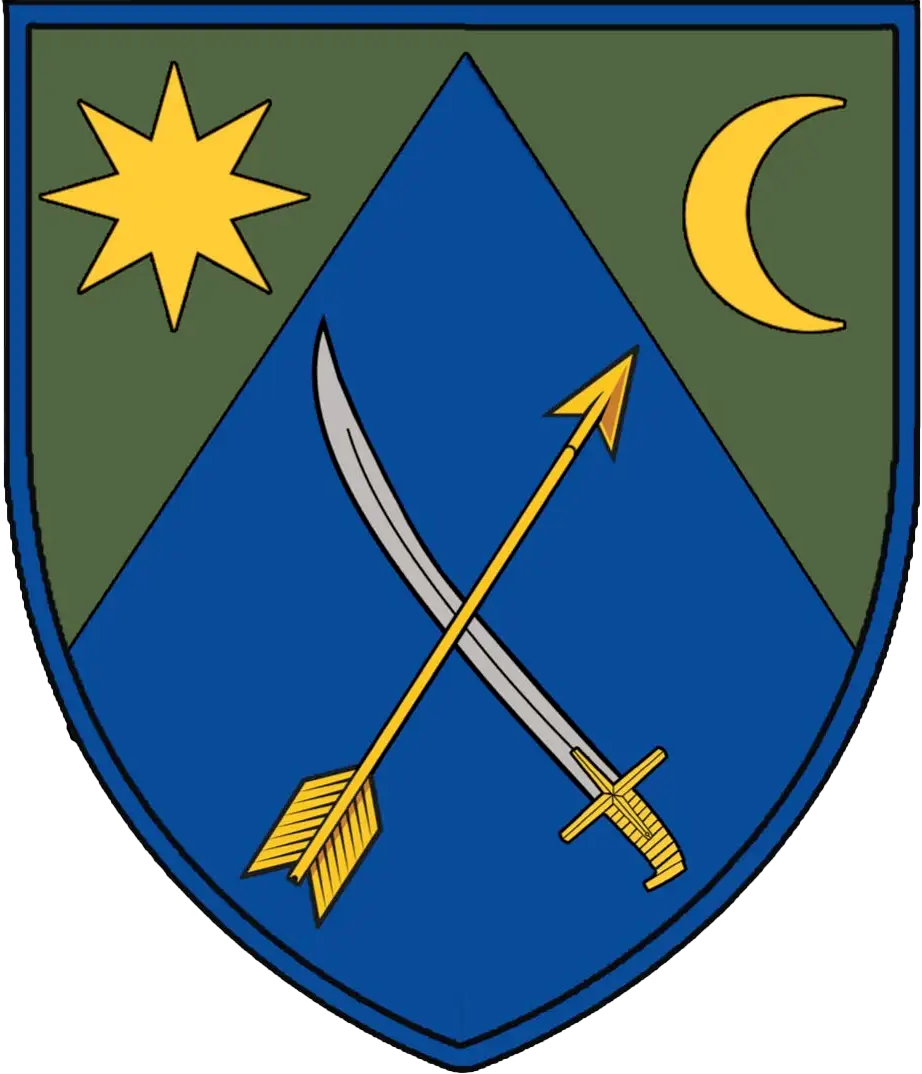
Insigne d'arme de la brigade en 2024.

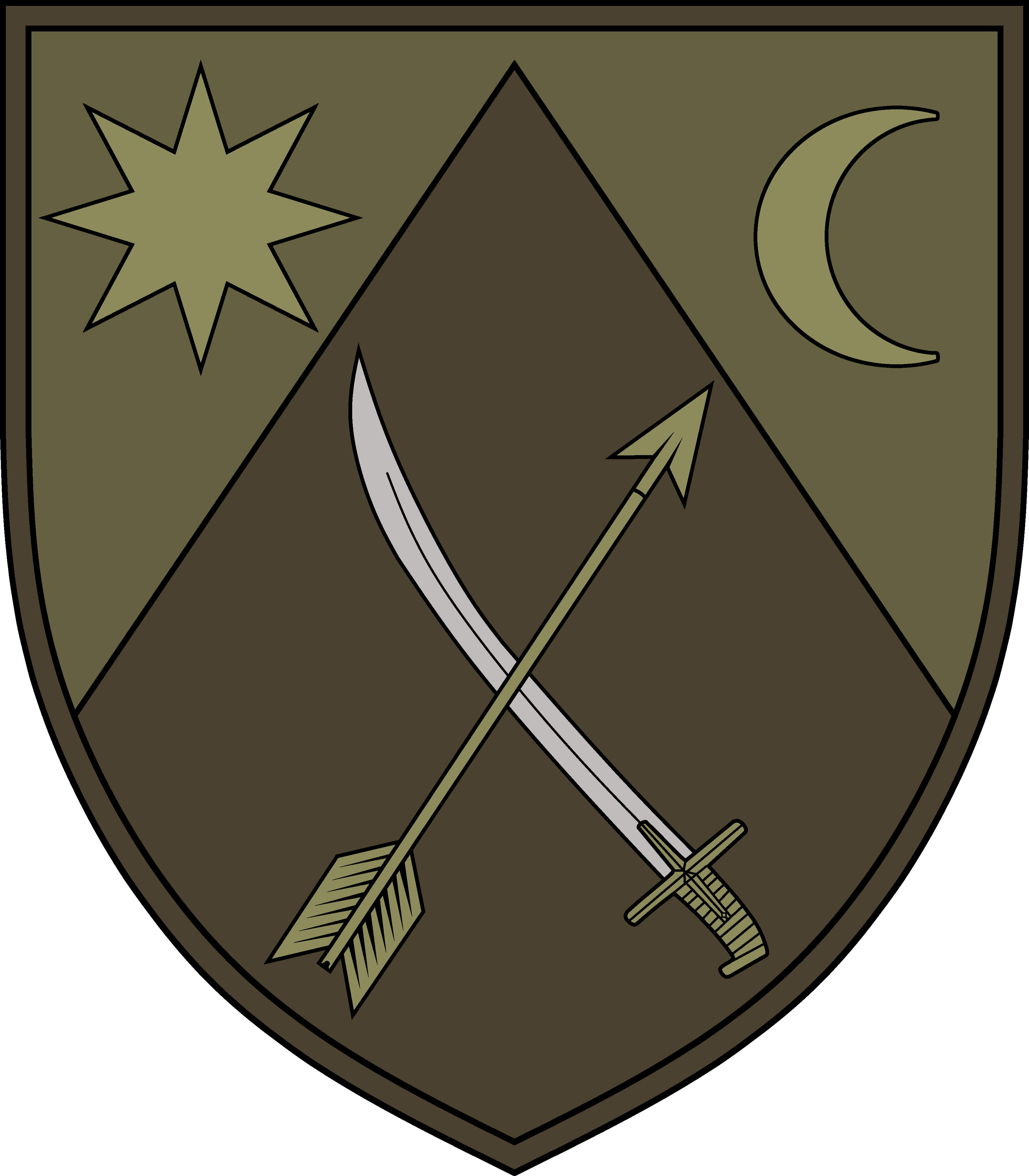
insigne d'épaule de combat.

- insigne d'arme : d'azur, à une flèche d'or et un sabre d'argent garni aussi d'or, passés en sautoir, chapé de sinople chargé à dextre d'une étoile à huit rais et à senestre d'un croissant contourné, le tout d'or
- insigne d'épaule de combat : même chose mais utilisation de couleur désaturées pour des raisons de camouflage.

Symbolique des figures utilisées :

- la couleur verte (sinople) représentent la couleur de la steppe[18]
- la couleur bleue (azur) : La pointe bleue retournée représente les flèches de l'assaut principal sur les cartes militaires et symbolise aussi le désir de hauteur morale de la brigade[18]. La couleur bleue indique l'appartenance aux troupes mécanisées ukrainienne, ainsi que les couleurs de Dnipro où la brigade a commencé son histoire.
- l'étoile à huit rais, le croissant contourné, le sabre et la flèche sont des éléments des armoiries de La Palanka de Kodaks (uk), (une unité administrative-territoriale de la Sitch zaporogue au XVIIIe siècle. Le chef-lieu de cette palanka (uk) est la ville de Novy Kodaks (uk) actuellement intégrée à la ville de Dnipro). Ils se rapportent au symbolisme solaire des cosaques, dont les héritiers sont les « guerriers modernes ukrainiens ». Le sabre et la flèche sont également présents sur les armoiries de la ville de Dnipro.

|                                         |
| armoiries de La Palanka de Kodaks (uk). |

|                            |
| Petite armoirie de Dnipro. |

### Drapeaux de motivation

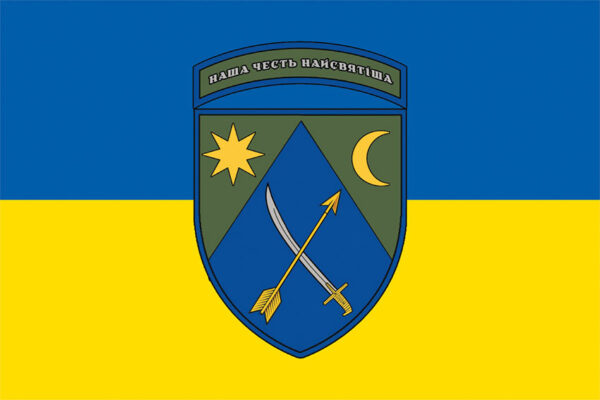
IDrapeau de motivation 'azur et or' de la brigade.

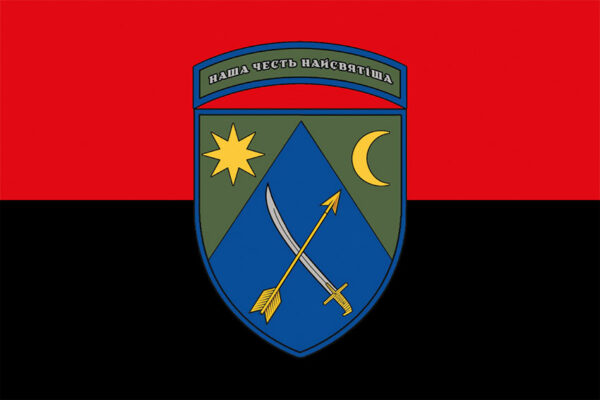
Drapeau de motivation 'sang et sable' de la brigade.

Les drapeaux de motivation ne sont pas officiels, mais ils sont utilisés par les soldats ukrainiens durant les combats pour revendiquer une libération de localité ou une prise de guerre. Ils sont aussi utilisés lors des manifestations de communication des brigades ou comme support de dédicaces. Ils sont différents des drapeaux honorifiques (en ukrainien : почесний прапор) que l'unité reçoit lors de sa constitution officielle (équivalent du fanion dans l'armée française). Ils diffèrent aussi des drapeaux de bataille (uk), cramoisi et or, utilisés lors des cérémonies officielles, ornés des rubans de décorations noués sur la hampe et des batailles de la brigade inscrites en lettres d'or, le tout extrêmement codifié,,.